# Население на Непал
Населението на Непал през 2005 година е 28 676 547 души.

## Възрастов състав
(2003)
- 0-14 години: 39,7% (мъже 5 424 396 / жени 5 080 171)
- 15-64 години: 56,7% (мъже 7 692 134 / жени 7 320 059)
- над 65 години: 3,6% (мъже 468 697 / жени 484 112)

(2009)
- 0-14 години: 36,6% (мъже 5 327 484/ жени 5 127 178)
- 15-64 години: 59,2% (мъже 8 094 494/ жени 8 812 675)
- над 65 години: 4,2% (мъже 566 666/ жени 634 880)

## Коефициент на плодовитост
- 2009 – 2,64

## Етнически състав
Най-голямата етническа група са чхетрите (15,5%). Други етноси са планинските брамани (12,5%), магари (15%), тхару (6,6%), таманги (5,5%), невари (5,4%), мюсюлмани (4,2%), ками (3,9%), ядави (3,9%), неопределени (2,8%) и други (32,7%).

## Езици
Официален език е непалският – за 47,8% от населението той е майчин език. Говорят се още маитхили (12,1%), боджпури (7,4%), тару или дагаура/рана (5,8%), таманг (5,1%), непалски баса (3,6%), магарски (3,3%), авади (2,4%), неопределен (2,5%) и други (10%).

## Религия
Според преброяването от 2001 г. 80,6% от населението изповядва индуизъм, 10,7% - будизъм, 4,2% - ислям, 3,6% – кирант, а 0,9% имат други вероизповедания.